# ميراندا كوسجروف
ميراندا تايلور كوسجروف (بالإنجليزية: Miranda Cosgrove)‏ (مواليد 14 مايو، 1993)، في لوس انجلوس، كاليفورنيا، في الولايات المتحدة الأمريكية، ممثلة ومغنية أمريكية، من أبطال قناة نيكولوديون  شاركت في مسلسل (دريك آند جوش) وكان اسمها في المسلسل ميغان، ومثلت في المسلسل (آي كارلي) من قناة نيكولوديون.

## مشوارها الفني
ميراندا في 2001 من الدور الأول على انها فتاة صغيرة اسمها لانا لانغ في سلسلة مسلسل سمولفيل، ومن ثم كان هناك العديد من الأدوار الصغيرة الأخرى في العديد من المسلسلات التلفزيونية، وفي عام 2003 ظهرت في دور هاثاواي في فيلم مدرسة الروك. ولكن مطالبتها إلى الشهرة عندما ضهرت بدور ميغان باركر في عام 2004 في سلسلة نيكولوديون مسلسل دريك آند جوش، الذي حصل على جمهور واسع. وفي عام 2007 ضهرت في آخر سلسلة تلفزيون نيكولوديون، المسلسل (آي كارلي) وتلعب بدور الشخصية الرئيسية كارلي شاي، الذي تصمم موقع بالنت مع اصدقائها، جانيت مكوردي، ترينور جيري، كريس ناثان.

## فيلموغرافيه
- «أنا الحقير 2» بدور مارغو أكبر بنات غرو الثلاث (2013)
- «آي كارلي» بدور شاي كارلي (2007-2010)
- «خسيسة لي» بدور مارجو (2010)
- «والحصان وايلد» بدور حنا ميلز (2009)
- «عيد ميلاد سعيد، دريك آند جوش» بدور ميغان باركر (2008)
- «دريك آند جوش» بدور ميغان باركر (2004-2007)
- «جاست جوردان» بدور ليندسي تشاندلر (2007)
- «غير رائع» بدور كوسمينا (2007)
- «زوي 101» بدور بيج هاوارد (2007)
- «فرقة الأخوة المجردة» بدور ميراندا (2006)
- «دريك آند جوش الذهاب إلى هوليوود» بدور ميغان باركر (2006)
- «تفضلوا بقبول فائق الاحترام، ولنا الألغام» بدور جوني (2005)
- «هنا يأتي بيتر الأرنب» بدور قضم (2005)
- «يلو والإبرة» بدور سارة (2005)
- «القائم من أجل الحياة» بدور جيسيكا (2004)
- «مدرسة الروك» بدور هاثاواي (2003)
- «سمولفيل» بدور لانا لانج (2001)